# Lika-area-kriteriet
Lika-area-kriteriet (ofta benämnt efter det engelska uttrycket "equal area criterion") är en matematisk relation inom elkraftsystem som definierar gränserna för stabiliteten av förändringar i effekten hos en synkronmaskin.
Kriteriet är användbart för att definiera de kritiska gränserna för stabiliteten för växelströmssystem baserade på synkronmaskiner .
Kriteriet, som är känt som lika-area-kriteriet, bygger på Svängningsekvationen, om hur den elektriska effekten, Pel beror på lastvinkeln, δ, med Pel=Pmaxsin (δ). Med lastvinkeln, δ som vinkeln mellan synkronmaskinens statorreferensram och rotorreferensram. Areorna i kriteriet  avser acceration orsakad av skillnaden mellan en mekanisk effekt Pmech och det elektriska systemet som ges av Pel=Pmaxsin(δ).
Stabiliteten definieras i lika-area-kriteriet genom att arean (A1) under lastvinkelns acceleration uttrycker en lagring av kinetisk energi
{\displaystyle A_{1}=\int _{\delta _{0}}^{\delta _{cr}}(P_{mech1}-P_{el})\,d\delta .}
och att denna area ska vara lika med den andra arean (A2) av den upparbetade (lagrade) kinetiska energin under deaccelerationen 
{\displaystyle A_{2}=\int _{\delta _{cr}}^{\delta _{max}}(P_{el}-P_{mech1})\,d\delta }
Vilket i lika-area-kriteriet innebär
{\displaystyle A_{1}=A_{2}}
detta uttrycker därmed en svängning av lastvinkeln δ runt en jämviktsnivå.